# Sigmund von Schwitzen
Sigmund Freiherr von Schwitzen (auch Schwizen; * 24. Jänner 1747 in Graz; † 24. Juni 1834 auf Schloss Waldegg, heute Kirchbach-Zerlach) war ein österreichischer Verwaltungsbeamter.

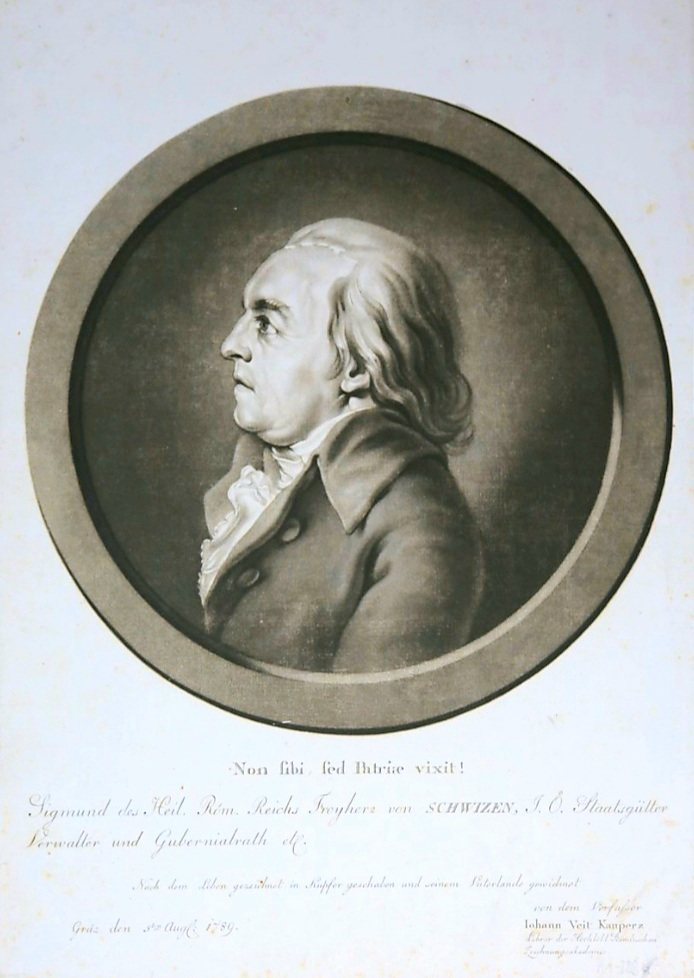
Sigmund, Freiherr von Schwitzen, 1789

## Leben
Schwitzen war Sohn des Landrats Joseph Freiherr von Schwitzen und Bruder des Christoph Freiherr von Schwitzen. Wo er seine Ausbildung erhielt, ist unbekannt. Er wirkte zunächst als Landwirt auf seinem Gut Waldegg. Ebenso unbekannt ist, weshalb er in den Staatsdienst wechselte. Er wurde 1787 Adjunkt der Staatsgüterverwaltung und bereits 1788 Staatsgüteradministrator für ganz Innerösterreich, das zu dieser Zeit die Steiermark, Kärnten und Krain umfasste. 

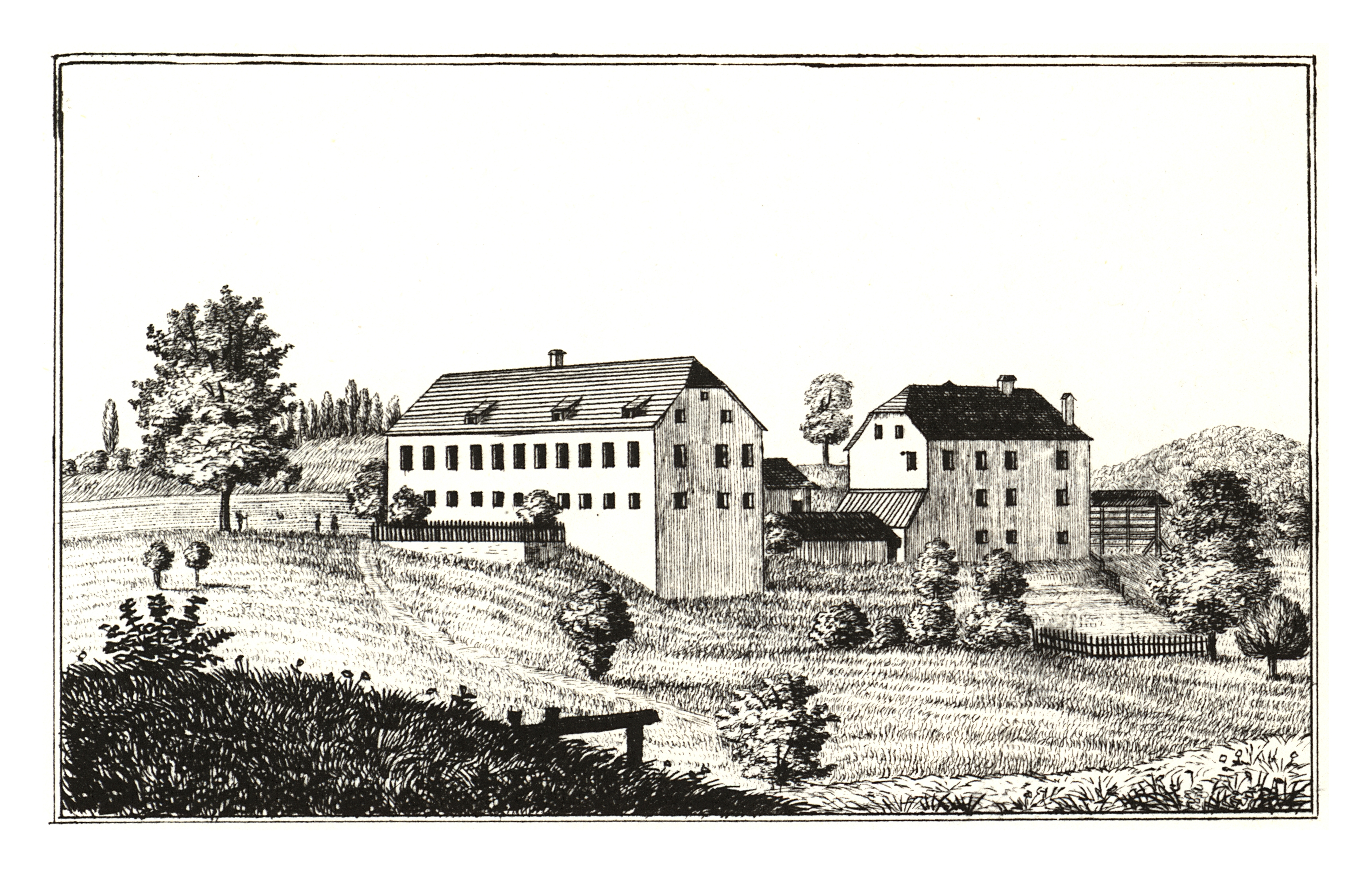
Schloss Waldegg bei Kirchbach in der Steiermark, 1830

Schwitzen bewährte sich im Staatsdienst, sodass er zum Gubernialrat und Kreishauptmann in Laibach ernannt wurde. Es folgten Stationen als Hofrat bei der sogenannten Banco-Deputation und anschließend als solcher bei der Österreichischen Hofkanzlei in Wien. 1793 wurde er als Untersuchungskommissär nach Galizien entsendet. Hier soll er durch seine besondere Umsicht in Erscheinung getreten sein.
Schwitzen wurde 1815 von Kaiser Franz II. zum wirklichen Staats- und Konferenzrat ernannt und damit in den ministerialen Dienst auf eine Ebene direkt unter dem Minister gehoben. Kurz darauf, 1816, wurde er mit dem Ritterkreuz des k.u. Sankt-Stephans-Ordens ausgezeichnet.

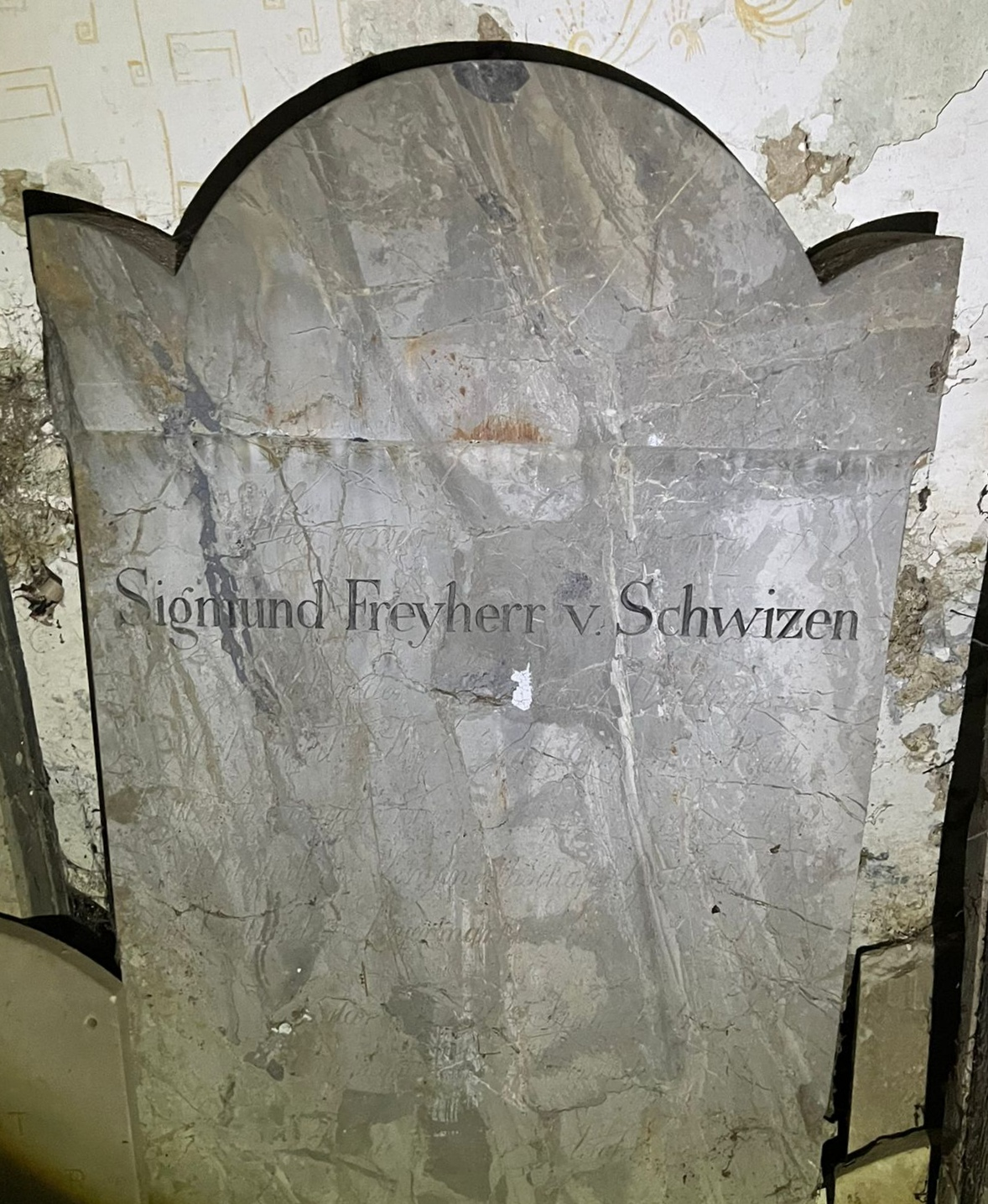
Grabstein in Kirchbach

Schwitzen verbrachte seinen Ruhestand auf Gut Waldegg, wo er schließlich mit 87 Jahren als der letzte männliche Angehörige seines Adelsgeschlechts verstarb.

## Schrift
- Instruction für Staatsgüterbeamte und jene, welche bei solchen angestellt zu werden suchen, mit vielen Tabellen, Klagenfurt 1788.